# Orcococha (Huancavelica)
Orcococha es una laguna altoandina en el Perú.

## Toponimia
El nombre se compone de dos palabras de origen quechua: Urqu que al español es macho o montaña; Qucha en español es lago. Entonces podría significar Laguna Macho o Lago de montaña.

## Localización
Localizado en la región andina peruana a una altitud de 4625 m s. n. m. al sur del departamento de Huancavelica entre los distritos de Santa Ana y Pilpichaca de las provincias de Castrovirreyna y Huaytara respectivamente.